# Meioceras kajiyamai
Meioceras kajiyamai is een slakkensoort uit de familie van de Caecidae. De wetenschappelijke naam van de soort is voor het eerst geldig gepubliceerd in 1963 door Habe.